# Le Parfum de Mathilde
Le Parfum de Mathilde è un film pornografico del 1994, diretto da Marc Dorcel, con protagonista Draghixa Laurent.

## Trama
Una Rolls-Royce sfreccia per una strada di campagna conducendo una giovane ed attraente ingenua orfanella di nome Eva (Draghixa Laurent), accompagnata dallo zio e dalla zia, dall'uomo che ha appena sposato a distanza senza averlo mai conosciuto prima. Quest'uomo, Sir Remy (Christophe Clark), è un ricco vedovo che abita in una grande villa circondato da ospiti e servitori costantemente impegnati fra di loro in una frenesia sessuale che ignora ogni barriera sociale. Sir Remy vive nel ricordo della sua defunta moglie, Mathilde, una donna di cui Eva è la sosia perfetta e che, prima di morire improvvisamente, anche se lui ne era perdutamente innamorato, gli aveva inflitto umiliazioni su umiliazioni tradendolo a più riprese persino con i domestici del palazzo. Remy medita vendetta contro la memoria della sua defunta moglie, sottoponendo la fanciulla a diversi oltraggi di carattere sessuale. Ma la giovane innocente, assume la personalità della defunta Mathilde, e infligge nuovi e molteplici tormenti amorosi allo sfortunato vedovo.

## Descrizione
La corruzione della virtù di un'ingenua fanciulla (con ribaltamento finale dei ruoli, in cui la fanciulla sottomessa diventa una dominatrice: basti pensare a The Opening of Misty Beethoven) è un classico tema ricorrente nel filone del porno. Questo argomento di base offre un quadro concreto per legare tra di loro le varie scene di sesso in una progressione che culmina in un'orgia finale, dove l'ingenuo candore della protagonista viene definitivamente traviato dalla dissolutezza.
Questo è uno degli ultimi film in cui Julia Chanel interpreta il ruolo della cameriera responsabile dell'avvio alla perdizione di giovani innocenti.
Draghixa, nel ruolo della moglie ingenua e perversa, alterna espressioni facciali di paura e sgomento a scene di sessualità sfrenata. Vestita di veli trasparenti e vaporosi, di colore bianco o nero, esprime tutta la sua sensualità in quella che può essere definita come la sua miglior interpretazione in carriera (per il ruolo vincerà infatti l'Hot d'Or, l'Oscar del Cinema porno, nel 1995).

## Riconoscimenti
- 1995: Hot d'Or per la miglior sceneggiatura originale
- 1995: Hot d'Or per la miglior attrice europea a Draghixa Laurent
- 1995: AVN Award come miglior film porno europeo
- 1995: Miglior film europeo al Festival del Cinema porno di Bruxelles
- 1995: Miglior starlet francese (Draghixa) al Festival del Cinema porno di Bruxelles